# Championnat d'Allemagne de football australien
Championnat d'Allemagne de football australien fut fondé en 1996 et réunit en 2006 six clubs. Entre 1996 et 2002, le championnat reste à l'état virtuel avec seulement deux clubs. Avec la formation de deux nouveaux clubs, un véritable championnat est mis en place à partir de 2003.  Il s'agit d'un championnat fermé (pas de relégation). Les Dockers de Hambourg sont les tenants du titre de la saison 2012-2013. Les Kangaroos de Munich sont le club le plus couronné avec quatre titres de champion d'Allemagne et les Lions de la Rhénanie sont le club qui a remporté le plus de titres consécutifs (3 entre 2007 et 2009).

## Historique
Les Redbacks de Francfort et les Kangaroos de Munich ont été fondés en 1995 et jouent depuis 1996. L'AFLG a été officiellement créé en 1999, mais les deux clubs jouent occasionnellement leurs matchs l'un contre l'autre pendant les premières années jusqu'à la formation des Crocodiles de Berlin et des Dockers de Hambourg qui a permis la mise en place d'un championnat national. La première édition a commencé en 2003 avec ces quatre clubs, Munich ayant remporté le premier titre.
En 2004, les Lions de Düsseldorf (formé en 2003) rejoignent la AFLG, le championnat dispose alors de cinq clubs pour les deux saisons suivantes.
En 2006, une nouvelle équipe française de Strasbourg, les Strasbourg Kangourous, entre dans le championnat allemand afin d'expérimenter le jeu outre-Rhin. Le Club de Strasbourg a joué sous le surnom des « Black Devils » dans le championnat allemand pour éviter un conflit de nom avec l'équipe de Munich. À peu près à la même période, le club de Düsseldorf est rebaptisé pour devenir les Lions de la Rhénanie pour tenir compte d'un partage entre Düsseldorf et Cologne.
En 2007, l'équipe française, les Strasbourg Kangourous se retirent du championnat pour reprendre des forces, laissant les cinq clubs et une saison de championnat de 10 matchs en plus des tournois supplémentaires.
En 2008, une sixième équipe a été formée à Stuttgart, surnommé les Emus. Ils ont rejoint le championnat de la deuxième division en 2009.
À la fin de la saison 2008, le niveau du championnat avait progressé à un stade où il était difficile pour un nouveau club ou un club en développement d'affronter les clubs précédemment créés. Cela était particulièrement évident dans la lutte des Crocodiles Berlin pour rester compétitif. À l'inverse, les clubs plus importants ont constaté une augmentation du nombre de joueurs et ont eu besoin d'un lieu pour leurs joueurs de réserve. Ces éléments, combinés à l'entrée des Emus de Stuttgart dans la AFLG, a vu la création d'une deuxième division du championnat en 2009. Au cours de cette saison, les six clubs du championnat élite ont envoyé huit équipes au total dans les deux divisions. La première division se composait des Redbacks de Francfort, des Dockers de Hambourg, l'équipe une des Kangaroos de Munich et des Lions de la Rhénanie. La deuxième division se composait des Crocodiles de Berlin, des Emus de Stuttgart, et l'équipe deux des Kangaroos de Munich et des Lions de la Rhénanie.
En 2010, la compétition revint en une seule division, mais seule l'équipe de Hambourg refusa, seuls les cinq clubs ont participé à la saison. Hambourg retourna dans le championnat en 2011, le ramenant finalement à 6 clubs.

## Palmarès
Depuis le premier championnat d'Allemagne en 2003 jusqu'à la saison 2013, 11 titres sont mis en jeu. Quatre clubs parviennent à remporter le championnat. Les deux clubs avec les plus titrés sont les Lions de la Rhénanie et les Kangaroos de Munich.
- 2003: Kangaroos de Munich
- 2004: Redbacks de Francfort
- 2005: Kangaroos de Munich
- 2006: Kangaroos de Munich
- 2007: Lions de la Rhénanie
- 2008: Lions de la Rhénanie
- 2009: Lions de la Rhénanie
- 2010: Kangaroos de Munich
- 2011: Lions de la Rhénanie
- 2012: Kangaroos de Munich
- 2013: Dockers de Hambourg
- 2014: Lions de la Rhénanie
- 2015: Dockers de Hambourg
- 2016: Kangaroos de Munich

Le tableau suivant liste les clubs vainqueurs du championnat d'Allemagne, le nombre de titres remportés et les années correspondantes.
| Rang | Club                  | Titres | Années                             |
| ---- | --------------------- | ------ | ---------------------------------- |
| 1    | Kangaroos de Munich   | 6      | 2003, 2005, 2006, 2010, 2012, 2016 |
| 2    | Lions de la Rhénanie  | 5      | 2007, 2008, 2009, 2011 et 2014     |
| 3    | Dockers de Hambourg   | 2      | 2013, 2015                         |
| 4    | Redbacks de Francfort | 1      | 2004                               |

## Clubs de l'édition 2012-2013
| \| Munich Berlin Cologne Francfort Hambourg Stuttgart \| Clubs du championnat 2012-2013 |
| Munich Berlin Cologne Francfort Hambourg Stuttgart                                      |

Le 11e Championnat d'Allemagne de football australien réunit 6 clubs:
| Club                  | Ville      | Stade | Capacité | Création |
| --------------------- | ---------- | ----- | -------- | -------- |
| Crocodiles de Berlin  | Berlin     |       |          | 2002     |
| Dockers de Hambourg   | Hambourg   |       |          | 2003     |
| Emus de Stuttgart     | Stuttgart  |       |          | 2009     |
| Kangaroos de Munich   | Munich     |       |          | 1995     |
| Lions de la Rhénanie  | Düsseldorf |       |          | 2003     |
| Redbacks de Francfort | Francfort  |       |          | 1995     |